# Stanowice (powiat świdnicki)
Stanowice (niem. Stanowitz) – wieś w Polsce położona w województwie dolnośląskim, w powiecie świdnickim, w gminie Strzegom.

## Podział administracyjny
W latach 1945–1954 siedziba gminy Stanowice. W latach 1975–1998 miejscowość należała administracyjnie do województwa wałbrzyskiego.

## Krótki opis
Obecnie Stanowice to wioska typowo robotnicza. Liczy obecnie (2011) 1055 mieszkańców, 78 gospodarstw rolnych. Zajmuje 792 ha, z czego 695 ha to użytki rolne, a 3 ha to lasy. Rolnicy uprawiają ponad 260 ha gruntów ornych.

## Położenie, dojazdy
Dogodne położenie wsi między dużymi miastami oraz dobre połączenia drogą PKP z Jaworem i Legnicą, Jaworzyną Śląską i Wrocławiem oraz Wałbrzychem, drogą PKS i prywatnym przewozem do najbliższych miast – Strzegom, Świdnica, Świebodzice stwarza możliwość zdobycia pracy, o którą w ostatnich latach na tym terenie jest dosyć trudno. Znaczna liczba mieszkańców zatrudniana jest w miejscowych zakładach, które funkcjonują na terenie wsi.

## Handel, kultura, oświata
Usługi dla całej ludności Stanowic świadczą sklepy o branży spożywczo-chemicznej, agencja poczty, Straż Pożarna, Świetlica Wiejska, w której znajduje się nowoczesna kotłownia ekologiczna oraz Filia Biblioteki Gminnej. Dzieci uczęszczają do przedszkola i mają tam 8 godzinną opiekę. Do szkoły uczęszczają od 7 roku życia z miejscowości Stanowice, Grochotów, Pasieczna.

## Infrastruktura komunalna
Do końca 1999 roku w wiosce założony został światłowód, w 2005 roku oddano do użytku kanalizację sanitarną oraz uzyskano dostęp do stałego łącza internetowego.

## Historia
W 1203 r. nazwa wsi brzmiała Ztanowicha. Właścicielami części wioski w 1308 r. stały się siostry reguły św. Bernarda, których dom zakonny znajdował się w Strzegomiu. Dwie inne części wsi zwane były Dolny Dwór (dawne sołectwo) i Górny Dwór (dobro rycerskie). W obu częściach wystawiono z czasem okazałe rezydencje. Pierwsza wzmianka o wsi Stanowice występuje w dokumentach biskupa Lorenca z 1223 r. W 1647 r. ówcześni właściciele zamku, panowie na Stanowicach, których nazwisko rodowe brzmiało Czirn, nie mieli wystarczających zasobów finansowych na utrzymanie swego dziedzictwa. Jak podaje C. Richter w „Historisch Topographische”, spisanej w 1829 roku, Stanowice to wioska podzielona na Stanowice Dolne i Stanowice Górne. W 1873 r. Conrad Walter otworzył fabrykę porcelany. Nazywano ją Striegauer Porzellanfabrik C.Walter & Co. W 1898 zakład ze Stanowic przekształcił się w spółkę akcyjną. W 1900 r. fabryka wstąpiła do Związku Niemieckich Fabryk Porcelany w Berlinie. W zakładzie było zatrudnionych ok. 130 pracowników. W latach 20. XX w. firma otworzyła malarnię porcelany w Dreźnie. W tym czasie fabryka zatrudniała ok. 380 pracowników. Kryzys światowy wpędził ją w długi. W I połowie 1933 r. zakład został zamknięty.

### Stanowice Dolne

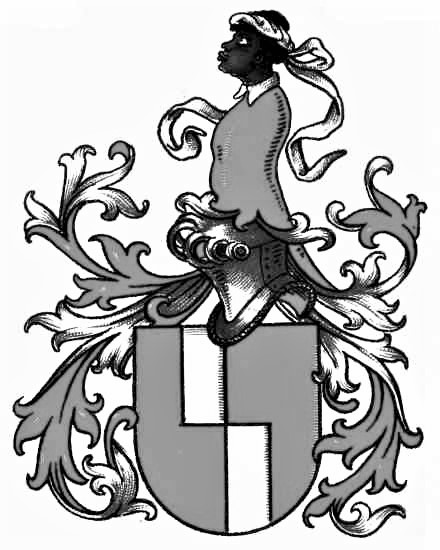
Herb Georga von Czirna

Położone były przy świdnickiej drodze pocztowej i wałbrzyskiej drodze węglowej. Posiadały jeden pałac, folwark wraz z młynem wodnym zbudowanym w 1614 roku przez Pana Gorg von Czirn i Turpiz oraz króla lenna w Strzegomiu, którego herb rodowy został umieszczony nad drzwiami. Przy folwarku pracował jeden kowal, istniało 14 miejsc do młocki, 26 domów, 8 stajni i stodół. Powierzchnia wszystkich gruntów liczyła 1618 mórg, z tego: 1349 mórg gruntów ornych, 105 mórg lasów, 95 mórg łąk. Gleby były gliniasto-piaszczyste. Stan bydła to: 20 koni, 6 wołów, 96 krów, 1000 owiec. Wioska liczyła 245 ewangelików i 178 katolików.

### Stanowice Górne
Posiadały 1 pałac, 1 folwark z browarem i gorzelnią, szkołę katolicką wybudowaną w 1791 roku i szkołę ewangelicką wybudowaną w 1792 roku. Obie szkoły miały fundację zmarłego dziedzica Landrata Freiherr von Richthoffen. W swoim testamencie z 28 lutego 1813 przeznaczył on 700 talarów reńskich na potrzeby szkoły, z tego 5% funduszu na wydatki dla dzieci biednych z całych Stanowic. Istniały w Stanowicach gospody (8), w tym 2 karczmy, kowal, 2 wiatraki, 9 klepisk, 11 domów, 8 stajen i stodół. Ludność wioski liczyła 169 ewangelików i 95 katolików. Obydwa wyznania uczęszczały do kościoła w Strzegomiu. Tam też odbywał się pochówek zmarłych. Powierzchnia Stanowic Górnych liczyła 987 mórg, z tego: 842 morgi gruntów ornych, 52 morgi lasów, 40 mórg łąk. Uprawiano zboża. Stan pogłowia to: 8 koni, 46 krów, 700 owiec.
Połączone Stanowice Górne i Dolne składały się z: części klasztornej i części komandorii. Prawo sprawowane było przez sędziego miejskiego. Miejscowe sądy składały się z 2 członków sądu i sołtysa. Do 1811 roku każda część Stanowic miała własny sąd miejscowy. Po połączeniu w jedną miejscowość istniał jeden sąd krajowy w Strzegomiu. Od 1750 r. Stanowice nawiedzały liczne pożary. W 1754 r. przez zaniedbanie przy mieleniu lnu spłonął młyn i ogrodnictwo. Kolejne pożary miały miejsce w latach: 1802, 1804, 1811 i 1817 r. Spłonęły wówczas: browar, obory, domostwa, stodoły i majątki chłopskie. Nie ucierpiał podczas pożaru pałac. W 1818 r. włościanin, chłop Jos Schiller, ufundował dom z dzwonem i zobowiązał się corocznie wpłacać na jego utrzymanie 10 talarów reńskich. W latach 1937–1945 zniemczono nazwę na Standorf.

## Zabytki
Do wojewódzkiego rejestru zabytków wpisane są:
- kościół parafialny pw. Najświętszego Serca Pana Jezusa, z XVIII w., 1929 r.
- zespół pałacowy, ul. Strzegomska 50, z końca XVIII-XIX w.:
  - pałac
  - oficyna (nr 48)
  - park

zabytki nieistniejące:
- zamek został zrujnowany w czasie wojny trzydziestoletniej i następnych działań wojennych, nieremontowany stał się ruiną. Czirnowie zdecydowali się w 1662 r. na odstąpienie miastu Strzegom pozostałości po zamku w zamian za przyznanie Stanowicom praw browarniczych i handlowych.